# Mirza Begić
Mirza Begić (* 9. Juli 1985 in Bijeljina, SFR Jugoslawien) ist ein slowenischer Basketballspieler bosnischer Herkunft. Er spielt zumeist auf der Position des Centers.

## Laufbahn
Der 2,21 Meter große Mirza Begić begann seine Laufbahn in Bosnien, bei Sloboda Dita Tuzla. Im Jahr 2002 wechselte der damals 17-Jährige nach Slowenien, zuerst in die zweite Mannschaft von KK Union Olimpija und in der Folgesaison zu KK Triglav Kranj. Im Sommer 2004 verpflichtete der italienische Traditionsverein Virtus Bologna den talentierten Center, verlieh ihn aber für eine Saison an den belgischen Erstligisten Huy Basket. Nach seiner Rückkehr zu den Italienern bekam er kaum Spielpraxis und noch vor Ablauf der Saison 2005/06 wurde sein Vertrag aufgelöst. Begić kehrte nach Slowenien zurück, wo er nach einer starken Spielzeit bei Geoplin Slovan schließlich zur Saison 2007/08 zu Union Olimpija wechselte. Mit den Hauptstädtern konnte er in zwei Spielzeiten jeweils das Double aus Meisterschaft und Pokal erobern. Im Sommer 2009 verpflichtete ihn der litauische Traditionsklub Žalgiris Kaunas. In der folgenden Saison eroberte er mit seinem Klub die Baltic Basketball League durch ein 73:66 im Finale gegen Lietuvos Rytas. Im Januar 2011 wechselte Begić zum spanischen Rekordmeister Real Madrid, wo er einen Vertrag bis 2013 unterschrieb. In der Saison 2011/12 konnte er mit seiner Mannschaft den Pokal erobern. Zu Beginn der Spielzeit 2012/13 folgte der Gewinn des spanischen Supercups, zudem erreichte er mit Real Madrid das Endspiel der Euroleague und beendete das Jahr mit dem Sieg in der Meisterschaft.
Mirza Begić wechselte im Sommer 2013 zum amtierenden Euroleague-Champion Olympiakos Piräus. Er unterschrieb einen Zweijahresvertrag bei den Griechen. Am 20. September 2014 unterzeichnete Begić einen Einjahresvertrag mit seinem ehemaligen Team Union Olimpija, verließ dies aber vorzeitig am 19. November und unterzeichnete einen Einmonatsvertrag mit Laboral Kutxa Baskonia. Am 24. Dezember 2014 verlängerte er diesen Vertrag für den Rest der Saison.
Am 14. Oktober 2015 unterschrieb Begić bei den New Orleans Pelicans, der jedoch schon zwei Tage später wieder rückgängig gemacht wurde. So entschied sich Begić für den Rest der Saison beim spanischen Verein Dominion Bilbao Basket zu unterzeichnen.
Am 27. Juli 2016 unterschrieb Begić für die Saison 2016/17 beim kroatischen Klub Cedevita Zagreb und für die Folgesaison entschied er sich für Petrochimi Bandar Imam. Am 17. Januar 2018 kehrte er nach Olimpija zurück. 2019/2020 spielte er bei Mornar Bar.

### Nationalmannschaft
Mirza Begić bestritt mit der slowenischen U-20-Nationalmannschaft die Europameisterschaft 2005 und belegte mit ihr den 10. Rang. Bei der Basketball-Europameisterschaft 2011 in Litauen stand er im Kader der A-Nationalmannschaft Sloweniens und beendete das Turnier auf dem siebten Platz. Mit 1,9 Shotblocks pro Spiel führte er die Turnierstatistik an.

## Erfolge
Real Madrid
- Spanische Meisterschaft (1): 2012/13
- Spanischer Pokal (1): 2011/12
- Spanischer Supercup (1): 2012
- Intercontinental Cup: 2013 mit Olympiakos Piräus

Žalgiris Kaunas
- Baltic Basketball League (1): 2009/10

Union Olimpija
- Slowenische Meisterschaft (2): 2007/08, 2008/09
- Slowenischer Pokal (2): 2008, 2009

Real Madrid (Basketball)
- FIBA Intercontinental Cup (2013)